# Eve: Valkyrie
Eve: Valkyrie war ein First-Person-Shoot-’em-up-Virtual-Reality-Computerspiel, das von CCP Games entwickelt und am 28. März 2016 für Microsoft Windows und am 13. Oktober 2016 für die PlayStation 4 veröffentlicht wurde. Der Titel spielt im Universum von EVE Online. Seit 2017 wurde das Spiel nicht mehr weiterentwickelt. CCP Games schaltete 2022 die Server ab, womit Eve: Valkyrie offiziell nicht mehr gespielt werden kann.

## Spielprinzip
In Eve: Valkyrie übernimmt der Spieler die Identität eines immer wieder geklonten Kampfpiloten. Die sogenannten „Valkyrie“ können sich angeblich an frühere Tode und Misserfolge erinnern. Man schließt sich der Mannschaft von Ran Kavik an, einer Bande geächteter Weltraumpiraten, die Ruhm und Reichtum suchen. Der Virtual-Reality-Titel stellt die Weltraumschlachten und Dogfights in der First-Person-Perspektive aus dem Cockpit des gesteuerten Raumschiffs heraus dar.
Das Spiel verfügt über einen Einzelspieler- und einen Mehrspielermodus. Der Einzelspielermodus beinhaltet einen Überlebensmodus sowie weitere Missionen, in denen Drohnen an feindliche Raumstationen angebracht werden müssen oder der Weltraum erkundet werden kann. Hier können Audioaufzeichnungen gefunden werden, die zur Rahmenhandlung beitragen. In einer weiteren Herausforderung gilt es Gegnerwellen solange wie möglich standzuhalten.
Im Mehrspielermodus kämpfen jeweils 8 Spieler um die Herrschaft des EVE Universums. Verfügbare Spielmodi sind beispielsweise das Team Deathmatch, bei dem möglichst viele gegnerische Piloten auszuschalten sind, oder Control, bei dem man Kontrollpunkte einnehmen muss. Es stehen vier Klassen zur Verfügung – Jäger, schwere Flieger, Unterstützer und Tarnschiffe – für die jeweils sieben bis neun Schiffe freigeschaltet werden können.

## Entwicklung
Eve: Valkyrie war ursprünglich ein Nebenprojekt einiger Mitarbeiter von CCP Games. In ihrer Freizeit erstellten sie eine Technik-Demo unter dem Titel Eve-VR, die erstmals Ende April 2013 auf dem EVE Fanfest vorgestellt wurde. Anfang Oktober 2013 befand sich das Spiel offiziell in einem frühen Entwicklungsstadium, zunächst auf Basis der Unity Engine. Im Mai 2014 gab CCP Games bekannt, zur Unreal Engine 4 gewechselt zu haben. Deswegen wurde der Quellcode der ursprünglichen Demo nach Entwicklerangaben von einem 24-köpfigen Team komplett umgeschrieben. Zur gleichen Zeit wurde auch eine Veröffentlichung für die PlayStation 4 angekündigt.

## Veröffentlichungen
Eve: Valkyrie erschien am 28. März 2016 exklusiv als Launch-Titel für Oculus Rift. Es folgten Veröffentlichungen auf weiteren Plattformen, etwa im Oktober des gleichen Jahres für die PlayStation 4. Bis 2017 wurden regelmäßig neue Inhalte, Herausforderungen und Events ergänzt, zum Beispiel erschienen zwei zusätzliche Solo-Missionen im Rahmen der Veröffentlichung für die PlayStation 4. Im Oktober 2017 gab CCP Games bekannt, die Weiterentwicklung von Eve: Valkyrie und aller weiteren VR-Projekte einzustellen. Am 5. August 2022 schaltete der Entwickler die Server ab, womit Eve: Valkyrie nicht mehr offiziell gespielt werden kann. Das Spiel war seiner Zeit kostenpflichtig. Außerdem konnten gegen Echtgeld kosmetische, aber auch spielfördernde Gegenstände erworben werden; unter anderem einen „Booster“, der die Progression beschleunigte.

## Rezeption
Eve: Valkyrie wurde von der Fachpresse gemischt aufgenommen. Laut Wertungsaggregator Metacritic erreicht das Spiel 71 von 100 Punkten, aufbauend auf 29 Kritiken. Aus 66 Nutzerbewertungen ergibt sich ein Stand mit 6,8 aus 10 Punkten (September 2023). Im Katalog von MobyGames hat der Titel einen „Moby Score“ von 7. Basierend auf 5 Kritikermeinungen ergibt sich eine durchschnittliche Bewertung von 73 % (September 2023).
Kein Spiel vermittele die „Illusion in einem Raumschiff zu sitzen so überzeugend“ wie Eve: Valkyrie, hält Benjamin Schmädig für 4Players fest. Die Gefechte überzeugten mit den „gut aufeinander abgestimmten Schiffen, deren Eigenheiten erfahrene Teams clever kombinieren“ könnten. Der „übertrieben zähe“ Spielfortschritt falle aber „unangenehm “auf.
Thomas Stuchlik urteilt für M! Games, dass die „packenden Online-Raumschlachten […] viel Kurzweil und Mittendrin-Gefühl“ bieten würden. Mangels einer echten Kampagne fehle es aber an Langzeitmotivation und das Spiel werde „bald eintönig“.
Ohne Zweifel stelle der Multiplayer die „Hauptattraktion“ von Eve: Valkyrie dar, die Einzelspieler-Kampagnen seien eher eine kleine Dreingabe. Weiter schreibt Jed Whitaker für Computer and Video Games, dass sich die „knackige“ Steuerung „großartig anfühle“ und leicht zu erlernen sei. Auch wenn der Titel derzeit die beste Mehrspielererfahrung auf der Oculus Rift darstelle, müsse man häufig länger nach anderen Spielern suchen, weil das VR-Headset noch kaum verbreitet sei.